# Lehké metro v Bělehradu

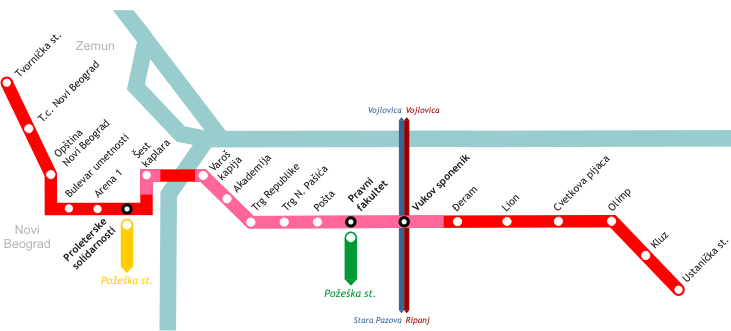
Plánek cílového stavu základní linky 1

Lehké metro v Bělehradu (srbsky Beogradski Laki Metro – BeLaM / Београдски лаки метро – БеЛаМ) je v současné době[kdy?] ve stavbě.
Systém mají tvořit tři linky značené čísly i názvy (1 – Централна / Centralna, 2 – Врачарска / Vračarska, 3 – Савска / Savska), budou i barevně oddělené. Na okrajových úsecích, které se mají nacházet na sídlištích, se bude systém podobat spíše tramvaji, naopak v centru bude připomínat metro – podzemní úsek s hloubenými stanicemi a ostrovními nástupišti. Přestože celý provoz bude relativně podobný tomu tramvajovému, oba propojeny nebudou a v některých případech povedou tratě lehkého metra a tramvají dokonce souběžně.
Celý systém po svém dokončení vytvoří přestupní trojúhelník v centru města; v jeho středu se bude nacházet soutok Sávy a Dunaje. nejdelší bude první linka, která spojí východ a západ města; její výstavba začala právě v roce 2007 a skončit má za několik let. Později se přidá i druhá linka (datum otevření naplánováno na rok 2010) a třetí (2012). Celý systém metra doplní stávající prostředky bělehradské MHD – tramvaje, trolejbusy a autobusy a Beovoz, tj. síť příměstské železnice v okolí Bělehradu.